# كيفين فان ديرمن
كيفين فان ديرمن (بالهولندية: Kevin van Diermen)‏ (3 يوليو 1989 بآمرسفورت في هولندا - ) هو لاعب كرة قدم هولندي في مركز الدفاع. شارك مع منتخب هولندا تحت 19 سنة لكرة القدم. أما مع النوادي، فقد لعب مع غو أهد إيغلز وفيتيسه آرنهم ونادي إكسلسيور وناك بريدا.

## روابط خارجية
- كيفين فان ديرمن على موقع قاعدة بيانات كرة القدم.إي يو (الإنجليزية)
- كيفين فان ديرمن على موقع عالم كرة القدم.نت (الإنجليزية)